# Prostitution i Libyen
Prostitution är olagligt i Libyen.  
Historiskt var prostitution starkt associerad med slaveri i Libyen. Islamisk lag förbjöd prostitution, men tillät män att utnyttja sina slavinnor sexuellt i enlighet med principen om konkubiner inom islam, och prostitution praktiserades genom att ett hallick sålde sin slavinna på bazaaren (slavmarknaden) till en manlig kund, som lämnade tillbaka henne, officiellt på grund av missnöje, sedan han hade haft samlag med henne; detta var en form av prostitution som var laglig och accepterad. 
Det förekom även fria prostituerade, som änkor och kvinnor vars familjer förskjutit dem, vars existens tolererades av myndigheterna. 

Under den italienska kolonialtiden (1912-1951) infördes samma system av reglementerad prostitution som användes i Italien, med licensierade bordeller och registrerade prostituerade som underkastades regelbundna medicinska undersökningar.
Prostitution fortsatte att vara lagligt när Libyen blev fritt 1951. Efter Muammar Gaddafis maktövertagande 1969 stängdes alla bordeller, och 1973 förbjöds formellt prostitution i Libyen. 
Libyen är en destination för illegal människohandel för sexuella ändamål. 